# 郭新
郭新教授（英語：Professor Sun Kwok），著名港裔天文學家，香港大學地球科學系講座教授、香港大學太空研究實驗室主任，主要研究行星狀星雲。

## 生平
1949年，郭新生於香港西營盤，1967年从香港培正中學畢業后，入讀加拿大麥克馬斯特大學，並取得理學士學位，其後於美國明尼蘇達大學獲得理學碩士及哲學博士學位。在大學初期，他原本攻讀工程，但期間受天文學家弗雷德·霍伊爾的《Frontiers of Astronomy》一書影響，始知物理原來可應用到整個宇宙，於是轉修天文學。
1976年他參加國際天文聯合會一個有關行星狀星雲的研討會後，對傳統星雲理論有關突然噴發的理論感到懷疑，1978年他提出一顆巨星耗盡了氫與氦後，塌縮成高溫的中心星，產生高速恆星風，便形成了行星狀星雲。他當時想到冬季經常鏟雪，提出「鏟雪」理論，在理論中，通常恆星會發出一些較分散，每秒約為25公里的風，但到了紅巨星階段時，表面會吹出每秒2000公里的風，這很風會像鏟雪機將前面較慢的風向前推，也就是很高速的恆星風，將早期也較慢的恆星風如鏟雪般的鏟過去，形成固定形狀的行星狀星雲。這項假設已得到國際紫外線探測者衛星的確認，而行星狀星雲外圍亮度較弱的光暈及紅巨星的恆星風含有大量稱為星塵的固體微粒，由它發出強烈的紅外線，以及當兩個恆星風相撞時溫度會達數千萬度，因而發出X射線，均已在觀察中獲得證實，令「鏟雪」理論成為行星狀星雲的基本理論。。他認為大部分的恆星，包括太陽，在生命走到盡頭前，都會演化成壯麗的行星狀星雲。
他於加拿大卡尔加里大学任教時，出任加拿大次毫米波人造衛星 Odin 的最高研究員，曾是中央研究院天文及天文物理研究所籌備處主任，2006年回港擔任香港大學理學院院長，服務10年後於2016年退任，致力於太空科學系的教學及研究工作。
郭新曾擔任國際天文聯會行星狀星雲研究組主席多年，自1994年起，他擔任加拿大次毫米波人造衛星 Odin 的主持人。這枚由俄國START-1火箭運載的人造衛星在2001年發射後，是首枚進行次毫米波段光譜掃瞄的衛星。此外，他也曾參與包括哈勃太空望遠鏡及紅外線太空觀測站等太空天文衛星的多個觀察項目。2003年至2005年，他出任台灣中央研究院天文及天文物理研究研究所籌備處特聘研究員兼主任一職，2006年返港，於香港大學出任講座教授及理學院院長。
2018年1月31日，郭新於香港大學榮休，其所創立及任教的課程「Our Place in the Universe」由另一導師接手。

## 著作
- The Origin and Evolution of Planetary Nebulae（2000）(ISBN 0-521-62313-8)
- Cosmic Butterflies（2001）(ISBN 0-521-79135-9)
- Butterflies in the Starry Sky（2002）(ISBN 962-7054-10-0)
- Physics and Chemistry of the Interstellar Medium（2006）(ISBN 1-891389-46-7)
- Organic Matter in the Universe（2012）(ISBN 978-3-527-40986-0)
- The Cosmic Seeds of Life（2013）(ISBN 978-3-642-32801-5)
- Our Place in the Universe: understanding fundamental astronomy from ancient discoveries（2017）(ISBN 978-3-319-54172-3)

## 外部連結
- 香港大學郭新網頁 （页面存档备份，存于）

| 前任： 魯國鏞 | 中研院天文所籌備處主任 2003年9月1日—2005年8月31日 | 繼任： 賀曾樸 |